# Prix Ridenhour
Les prix Ridenhour sont remis annuellement depuis 2004 pour mettre en valeur « ceux qui persévèrent dans leur poursuite de transmettre la vérité avec les objectifs de protéger l'intérêt public, de faire la promotion de la justice sociale ou de mettre en lumière une société plus juste ». Ils sont remis par The Nation Institute et la Fertel Foundation en l'honneur de Ronald Ridenhour, un vétéran de la guerre du Viêt Nam qui a joué un rôle central dans la dénonciation du massacre de Mỹ Lai. Chaque prix est assorti d'un montant de 10 000 $US.
Les catégories de prix :
- Ridenhour Courage Prize (prix Ridenhour du courage)
- Ridenhour Book Prize (prix Ridenhour du livre)
- Ridenhour Truth-Telling Prize (prix Ridenhour de la vérité)
- Ridenhour Documentary Film Prize (prix Ridenhour du documentaire ; remis à partir de 2011)

## Récipiendaires

### Ridenhour Courage
- 2004 : Daniel Ellsberg
- 2005 : Seymour Hersh
- 2006 : Gloria Steinem
- 2007 : Jimmy Carter
- 2008 : Bill Moyers
- 2009 : Bob Herbert
- 2010 : Howard Zinn (à titre posthume)
- 2011 : Russ Feingold
- 2012 : John Lewis
- 2013 : James Hansen
- 2014 : Frederick A.O. Schwarz, Jr.
- 2015 : James Risen
- 2016 : Jamie Kalven

### Ridenhour Book
- 2004 : Deborah Scroggins, pour Emma's War: An Aid Worker, Radical Islam, and the Politics of Oil – A True Story of Love and Death in the Sudan
- 2005 : Adrian Nicole LeBlanc, pour Random Family: Love, Drugs, Trouble, and Coming of Age in the Bronx
- 2006 : Anthony Shadid, pour Night Draws Near: Iraq's People in the Shadow of America's War
- 2007 : Rajiv Chandrasekaran, pour Imperial Life in the Emerald City: Inside Iraq's Green Zone,
- 2008 : James Scurlock, pour Maxed Out: Hard Times in the Age of Easy Credit
- 2009 : Jane Mayer, pour The Dark Side: The Inside Story of How the War on Terror Turned Into A War on American Ideals
- 2010 : Joe Sacco, pour Footnotes in Gaza
- 2011 : Wendell Potter, pour Deadly Spin: An Insurance Company Insider Speaks Out on How Corporate PR is Killing Healthcare and Deceiving Americans
- 2012 : Ali H. Soufan, pour The Black Banners: The Inside Story of 9/11 and the War Against al‐Qaeda
- 2013 : Seth Rosenfeld, pour Subversives: The FBI's War on Student Radicals, and Reagan's Rise to Power
- 2014 : Sheri Fink, pour Five Days at Memorial: Life and Death in a Storm-Ravaged Hospital
- 2015 : Anand Gopal, pour No Good Men Among the Living: America, the Taliban, and the War Through Afghan Eyes
- 2016 : Jill Leovy, pour Ghettoside: A True Story of Murder in America

### Ridenhour Truth-Telling
- 2004 : Joseph Wilson
- 2005 : Kristen Breitweiser
- 2006 : Rick S. Piltz
- 2007 : Donald Vance
- 2008 : Matthew Diaz
- 2009 : Thomas Tamm
- 2010 : Matthew Hoh
- 2011 : Thomas Andrews Drake
- 2012 : Eileen Foster and Daniel Davis
- 2013 : Jose Antonio Vargas
- 2014 : Edward Snowden et Laura Poitras
- 2015 : Aicha Elbasri
- 2016 : Mona Hanna-Attisha

### Ridenhour Documentary Film
- 2011 : Julia Bacha, Ronit Avni and Rula Salameh, pour Budrus
- 2012 : Rachel Libert and Tony Hardmon, pour Semper Fi: Always Faithful
- 2013 : Kirby Dick and Amy Ziering, pour The Invisible War[1]
- 2014 : Dawn Porter, pour Gideon's Army
- 2015 : Laura Poitras, pour Citizenfour
- 2016 : Joshua Oppenheimer, pour The Look of Silence

### Ridenhour Prize for Reportorial Distinction
- 2009 : Nick Turse[2]

### Citations originales
1. ↑  who persevere in acts of truth-telling that protect the public interest, promote social justice or illuminate a more just vision of society